# You're Invited to Mary-Kate & Ashley's...
You're Invited to Mary-Kate & Ashley's Party es una serie musical directamente para video protagonizada por Mary-Kate y Ashley Olsen. Los videos fueron lanzados entre 1995 y 2000 y desde entonces han sido lanzados en DVD en 2000 y en 2000-2003. En DVD, fue titulado "You're Invited to Mary-Kate & Ashley's Party" (Estás invitado a la fiesta de Mary-Kate & Ashley). 
La serie empezó con You're Invited to Mary-Kate & Ashley's Sleepover Party (Estás invitado a la fiesta pijama de Mary-Kate y Ashley) y terminó con You're Invited to Mary-Kate & Ashley's School Dance Party (Estás invitado al baile del colegio de Mary-Kate & Ashley) y tres recopilaciones más presentando lo mejor de la serie.

## Lista de lanzamientos

### Lanzamientos originales
1. You're Invited to Mary-Kate & Ashley's Sleepover Party (1995) (Estás invitado a la fiesta pijama de Mary-Kate & Ashley)

#### Elenco
- Mary-Kate y Ashley Olsen - Ellas mismas
- Trent Olsen - Él mismo
- Cara DeLizia - Cara
- Brighton Hertford - Brighton
- Vanessa Croft - Vanessa
- Jimmy Higa - Chico #1
- Troy Davidson - Chico #2

2. You're Invited to Mary-Kate & Ashley's Hawaiian Beach Party (1996) (Estás invitado a la fiesta hawaiana en la playa de Mary-Kate & Ashley)
- Mary-Kate y Ashley Olsen - Ellas mismas
- Taylor Scheer - Cheryl
- Mariah Seneca - Nicole
- Venus Lee - Jenny

3. You're Invited to Mary-Kate & Ashley's Birthday Party (1996) (Estás invitado a la fiesta de cumpleaños de Mary-Kate & Ashley)
- Mary-Kate y Ashley Olsen - Ellas mismas
- Ashley Hicks - Cindy
- Nichole Mancera - Melissa
- Bluejean Ashley Secrist - Jill
- John Dultz - Eric
- Jesse Joseph Rambis - Jamie
- Clue - Ella misma

4. You're Invited to Mary-Kate & Ashley's Christmas Party (1997) (Estás invitado a la fiesta de Navidad de Mary-Kate & Ashley)
- Mary-Kate y Ashley Olsen - Ellas mismas
- Sara Paxton - Patty
- Christel Khalil  - Diana
- Jessyca Gomer - Elizabeth
- Richard Taylor Olsen - Seth
- Bobby Edner - Chip
- Clue - Ella misma
- Donovan Scott - Santa Claus

5. You're Invited to Mary-Kate & Ashley's Mall Party (1997) (Estás invitado a la fiesta en el centro comercial de Mary-Kate & Ashley)
- Mary-Kate y Ashley Olsen - Ellas mismas
- Jamie Green - Jamie
- Jessica Bell - Jena
- Angelica Chitwood - Claire
- Graham Ballou - Nick
- Lance Bonner - Evan
- Michael Benoy - Miembro de la banda
- Amanda Gould - Miembro de la banda

6. You're Invited to Mary-Kate & Ashley's Ballet Party (1997) (Estás invitado a la fiesta de ballet de Mary-Kate & Ashley )
- Mary-Kate y Ashley Olsen - Ellas mismas
- Eva Natanya - Danielle
- Amanda Edge - Jacqueline
- Sant'gria Bello - Eric
- Sarah Hay - Stephanie
- Sumaya Jackson - Dana

7. You're Invited to Mary-Kate & Ashley's Camp Out Party (1998) (Estás invitado a la fiesta de acampada de Mary-Kate & Ashley )
- Mary-Kate y Ashley Olsen - Ellas mismas
- Nanea Miyata - Katherine
- Paige Segal - Alexandra

8.You're Invited to Mary-Kate & Ashley's Costume Party (1998) (Estás invitado a la fiesta de disfraces de Mary-Kate & Ashley)
- Mary-Kate y Ashley Olsen - Ellas mismas
- Victoria Gregson - Emily
- Mimi Paley - Mia
- Zack Hopkins - Mark
- Niles Calloway - Zack
- Rafael Rojas III - Matt

9. You're Invited to Mary-Kate & Ashley's Fashion Party (1999) (Estás invitado a la fiesta de la moda de Mary-Kate & Ashley)
- Mary-Kate y Ashley Olsen - Ellas mismas
- Joanna Flores - Madison
- Erin Mackey - Jenna
- Justin Taylor - Justin
- Adam Duro - Ryan
- Louis Lotorto - Sr. Richardson
- Becky Israel - Kiera

10. You're Invited to Mary-Kate & Ashley's School Dance Party (2000) (Estás invitado a la fiesta del baile del colegio de Mary-Kate & Ashley)
- Mary-Kate y Ashley Olsen - Ellas mismas
- Blake Bashoff - Jesse
- Chez Starbuck - Rick
- Shannon Chandler - Betsy
- Lauren Maltby - Erica
- Danielle Wiener - Brianna
- Barry Livingston - El Subdirector

La Fiesta del Baile del Colegio lanzada en VHS también incluye "Our Music Video" ("Nuestro Vídeo Musical"), una colección de los vídeos musicales favoritos de las gemelas. 

### Lanzamientos recopilatorios
- You're Invited to Mary-Kate & Ashley's Greatest Parties (2000) (Estás invitado a las mejores fiestas de Mary-Kate & Ashley)

Incluye Fiesta del pijama, Fiesta de cumpleaños, y Fiesta en el centro comercial.
- You're Invited to Mary-Kate & Ashley's Vacation Parties (2001) (Estás invitado a las fiestas en vacaciones de Mary-Kate & Ashley)

Incluye Fiesta hawaiana en la playa, Fiesta del ballet y Fiesta de Navidad. 
- You're Invited to Mary-Kate & Ashley's Favorite Parties (2003) (Estás invitado a las fiestas favoritas de Mary-Kate & Ashley)

Incluye Fiesta de la moda, Fiesta de disfraces y Fiesta de la acampada.